# Афонсо од Португалије (кардинал)
Алфонз од Португалије (порт. Afonso de Portugal; Евора, 23. април 1509 — Лисабон, 21. април 1540) је био португалски племић и кардинал.
Син је Мануела I и Марије од Арагона и Кастиље. Родио се у Лисабону а умро у Евори, током јахања коња поред реке Тахо. Постојао је још један Алфонз од Португалије (1475—1491) који је као дечак био ожењен Изабелом од Арагона и Кастиље.